# Graversforstunnlarna
Graversforstunnlarna är tre dubbelspåriga järnvägstunnlar på södra stambanan mellan Norrköping och Katrineholm. Tunnlarna, som byggdes 1958–1961, är cirka en kilometer långa och sträcker sig från Åby till Graversfors. Dygnstrafiken är ca 90 tåg, varav 60 är persontåg.
Tunnlarna var avstängda för trafik under augusti och september 2008 då de genomgick reparation för att bland annat förbättra konstruktionens bärförmåga. De stängdes också tre veckor under mars/april 2009, för reparationer i den norra tunneln.